# Лауренціу Попеску
Юліан Лауренціу Попеску (рум. Iulian Laurențiu Popescu, нар. 18 січня 1997) — румунський професійний футболіст, воротар клубу Ліги I «Універсітатя» (Крайова).

## Клубна кар'єра
Розпочав займатись футболом у академії Георге Попеску, з якої 2014 року потрапив до академії клубу «Універсітатя» (Крайова). 25 червня 2016 року дебютував за першу команду в грі проти «Волунтарі» (2:0). Не будучи основним гравцем, здавався в оренду до клубів «Пандурій», «Політехніка» (Ясси) та «Брашов». Повернувшись до рідного клубу, з початку 2023 року став основним воротарем «Універсітаті» (Крайова).

## Досягнення
- Володар Кубка Румунії: 2017/18, 2020/21
- Володар Суперкубка Румунії: 2021